# Newton Stewart

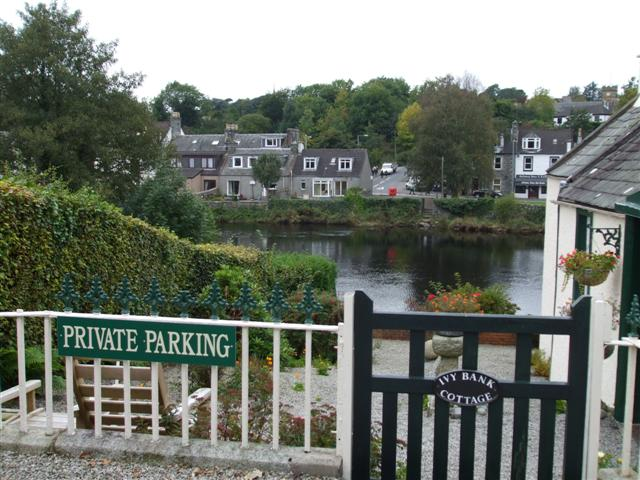
Edifici di Newton Stewart che si affacciano sul fiume Cree

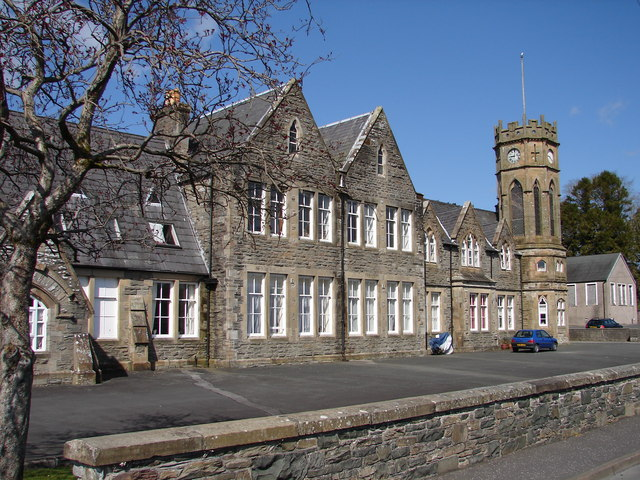
Newton Stewart: lo Ewart Institute

Newton Stewart (in gaelico scozzese: Baile Ùr nan Stiùbhartach) è una cittadina di circa 4.000 abitanti della Scozia sud-occidentale, facente parte dell'area amministrativa del Dumfries e Galloway (contea tradizionale: Wigtownshire) e situata nella penisola di Machars, ai piedi delle Galloway Hills e lungo il corso del fiume Cree

## Geografia fisica
Newton Stewart si trova nella parte sud-occidentale del Dumfries e Galloway: è circondata dalle Galloway Hills ed è situata lungo i margini sud-occidentali del Galloway Forest Park, tra le località di Wigtown e Galloway (rispettivamente a nord della prima e a sud-ovest della seconda).
È adagiata lungo la sponda occidentale del fiume Cree, ovvero sulla sponda opposta rispetto al villaggio di Minnigaff.

## Origini del nome
Il toponimo Newton Stewart deriva dal nome della famiglia Newton che fondò la città.

## Storia

### Dalla fondazione ai giorni nostri
La cittadina fu fondata nel 1677 dalla famiglia Stewart, che vi stabilì le proprie tenute, e, nel giro di nemmeno dieci anni, la località acquisì maggiore importanza rispetto alla dirimpettaia Minnigaff.
Nel 1792 le proprietà degli Stewart furono acquisite da William Douglas, che cambiò il nome della città in Newton Douglas. Con l'arrivo dei Douglas, furono realizzati nella città vari mulini per la produzione del cotone.

## Monumenti e luoghi d'interesse
Tra gli edifici d'interesse di Newton Stewart, figurano il municipio, risalente al 1800, e il ponte sul fiume Cree.

## Società

### Evoluzione demografica
Al censimento del 2011, Newton Stewart contava una popolazione pari a 4.092 abitanti. La cittadina ha conosciuto un incremento demografico rispetto al 2001, quando contava 3.573, e al 1991, quando ne contava 3.560.

## Sport
- La squadra di calcio locale è il Newton Stewart Football Club[6]